# Camponotus habereri
Camponotus habereri är en myrart som beskrevs av Auguste-Henri Forel 1911. Camponotus habereri ingår i släktet hästmyror, och familjen myror. Inga underarter finns listade.